# La Boissière (Calvados)
 La Boissière  es una población y comuna francesa, situada en la región de Baja Normandía, departamento de Calvados, en el distrito de Lisieux y cantón de Lisieux-3.

## Demografía
| 89 | 85 | 98 | 111 | 118 | 121 |
| Para los censos de 1962 a 1999 la población legal corresponde a la población sin duplicidades (Fuente: INSEE [Consultar]) |    |    |     |     |     |